# 卓球戦隊ぴんぽん5
『卓球戦隊ぴんぽん5』（たっきゅうせんたいぴんぽんファイブ）は桑田乃梨子による日本の漫画作品。『LaLa』（白泉社）にて1992年5月号から1993年2月号まで連載された（全10回）。この他、後日談となる番外編『超卓球戦隊ぴんぽん5R』全2回が1995年に『LaLaDX』に、同じく番外編『合宿戦隊ピンポン5 ♨』がコミックス『ほとんど以上絶対未満』（花とゆめコミックス）に掲載された（コミックスへの描き下ろし）。本編は花とゆめコミックスより全2巻、番外編は『ほとんど以上絶対未満』に収録されている。白泉社文庫からは全1巻が刊行されており、こちらは本編・番外編ともに収録されている。

## あらすじ
卓球での全国制覇を目指す紅裕次郎が進学した櫻ケ丘高校には、卓球部がなかった。卓球部を立ち上げるため、中学生時代県大会1位だった石黒諒平らを引き込むが、部として正式に認められるための5人には足りない。しかも、当の裕次郎は初心者でド下手。生徒会の白井麻妃子から「裕次郎が1ゲームとれれば部に昇格させてもいい」と言われるが、白井には別の目的があった。

## 主な登場人物

### 櫻ケ丘高校卓球部 （ぴんぽん5）
「卓球部」としているが本編の間は「同好会」扱いである。本編最終回で部員が5人になり正式に部として認められた。
紅 裕次郎（くれない ゆうじろう）
二つ名は「ハッタリレッド」。性格はよく言えば素直で無邪気、悪く言えば馴れ馴れしく傍若無人。中学時代に卓球に目覚め、高校では卓球部に入るつもりだったが、櫻ケ丘には卓球部がなかったため、部を立ち上げるため石黒らを勧誘する。
大抵のスポーツはこなせるにもかかわらず何故か卓球だけはド下手。しかし実は「本人の意思が絡まなければ身体は卓球上手」（考え事をするなどして気が散っている時は上手）という特殊な能力の持ち主であることが判明。これに気付いてからは、試合中に気をそらすため、白井への愛を叫んだこともあったが、本人も「白井よりも卓球」と言っており、本当に恋をしていたかどうかは定かではない。
石黒 諒平（いしぐろ りょうへい）
二つ名は「世話焼きブラック」。ラケットの名前は黒龍号。中学生時代、教師に才能を見いだされ、県大会1位をとった実績があるが、練習ばかりの生活に嫌気がさし、高校では卓球はやらないつもりだった。裕次郎に勧誘され、「自分が勝てば卓球部には入らない」という条件で試合をするが、試合中に裕次郎が初心者でド下手であることが発覚。馬鹿にされたと感じ、「信頼を勝ち取ってから裏切る」ために裕次郎に協力。だが、もともと面倒見がよくお人好しのため、ついつい本気で裕次郎ほか部員の面倒をみるはめになってしまう。口では「卓球は嫌い」「部はいつでもやめていい」と言っているが、実際は楽しんでいることを桃子からも指摘される。裕次郎が1ゲーム取ったときや部への昇格が決まった時も、本心から喜んでいた。
桃子と実は両想いだったことが判明し、本編途中から付き合いだした。
山吹 真理（やまぶき しんり）
二つ名は「ヒレツイエロー」。ラケットの名前はサンライズイエロー号。ある程度の実力の持ち主だが、清く正しく試合をするよりも、「いかに卑怯な手で勝つか」「いかに相手を陥れるか」を楽しむ男。中学時代は相手チームのマネージャーを使って下剤入りのスタミナドリンクを飲ませ、それが判明して失格になったという経歴がある。本編でもボールのすり替えなどで相手を陥れている。
相手の弱点を集めた「山吹メモ」を持っているが、徐々に石黒をからかうための手段と化している。
水野 蒼一（みずの そういち）
二つ名は「クラッシュブルー」。背が高く、寡黙で怪力の持ち主。そのため周囲からは「影の番長」として恐れられていたが、実際は感情を表に出すのが苦手なだけ。自分を怖がらずに誘ってくれた裕次郎の味方。
怪力のため、備品やラケット、ボールなどを次々壊している（卓球台を叩き割ったこともあった）。一方、初心者ながら県大会で個人戦5位を獲得するなど、才能はあった模様。
蒼二という、親戚に引き取られた双子の弟がいる（番外編に登場）。こちらは水野と対照的によくしゃべる。
作者の作品にはしばしば水野同様、寡黙で感情表現が苦手なため周囲に誤解されているキャラクターが登場する。その元祖とも言えるキャラクターである。
アンソニー・エヴァグリーン
二つ名は「ヤンキーグリーン」。石黒からは「ドロンパ」と呼ばれる。
本編時は向ケ丘高校という別の学校の卓球部員。金髪でエメラルドグリーンの瞳を持つアメリカ人で、白井とは家が隣同士の幼なじみ。本編最終回で白井と付き合うため櫻ケ丘に転入してきた（そのおかげで同好会から部に昇格出来た）。日本育ちのため、英語は苦手。日本で公務員となり白井と結婚するため、日本国籍の取得を検討中。
卓球の実力は裕次郎とタメを張るほどの下手さ。
鹿内 桃子（かのうち ももこ）
卓球部女子マネージャー。中学時代から石黒のことが好きで、高校も同じ櫻ケ丘に進学して来た。水野同様口数は少ない。
途中で石黒と両想いであることが判明し、付き合い始める。
本部（もとべ）
卓球部顧問。漢文教師。基と交際しており、一緒に行動する大義名分を作るため顧問を買って出た。
基（もとい）
卓球部監督。音楽教師。本部と交際中。本部・基とも、試合への引率以外は顧問や監督らしいことはしていない。

### その他
白井 麻妃子（しらい まきこ）
生徒会書記。番外編では生徒会長に昇格している。アンソニーのことが好きで、「アンソニーが自分と卓球とどちらを取るか」を賭けて卓球部のなかった櫻ケ丘に進学。アンソニーは卓球部のある向ケ丘に進学したため、「アンソニーにとっては自分よりも卓球のほうが大事」と考え、卓球に嫉妬して裕次郎に嫌がらせする一方、「アンソニーを卓球でコテンパンにしてほしい」と考えて協力的な態度をとることもあった。アンソニーの気持ちを確かめるため、裕次郎をダシにしてアンソニーに自分を好きだと言わせた。
生徒会長
本編時の生徒会長。白井が会長の自分をないがしろにして卓球部の昇格条件を勝手に決めてしまったため、やりこめるチャンスをうかがっていた（これに関しては山吹がアドバイスしていた）。

## 題名について
見ての通りであるが、いわゆるスーパー戦隊シリーズのパロディという面を持っている。チームのメンバーはそれぞれに色が振り当ててあり、ユニフォームもそれぞれの色である（これは各人の好きな色を選んだためと期されている）。また、扉絵では五人が並んでポーズを取る、定番のシーンが描かれる。